# Syngnathus rostellatus
Syngnathus rostellatus és una espècie de peix de la família dels singnàtids i de l'ordre dels singnatiformes.

## Morfologia
- Els mascles poden assolir 17 cm de longitud total.[1][2]

## Reproducció
És ovovivípar, fresa a l'estiu i el mascle transporta els ous en una bossa ventral, la qual es troba a sota de la cua.

## Hàbitat
És un peix demersal de clima temperat.

## Distribució geogràfica
Es troba des de Bergen (Noruega) i sectors meridionals de les Illes Britàniques fins a la Mar Cantàbrica.